# Сэпунару, Кристиан
Кристиан Сэпунару (рум. Cristian Săpunaru; род. 5 апреля 1984[…], Бухарест) — румынский футболист, защитник клуба «Рапид (Бухарест)». Участник чемпионатов Европы 2008 и 2016 в составе сборной Румынии.

## Клубная карьера
Является воспитанником бухарестского «Прогресуле», ранее называвшегося «Национал». С июля 2006 выступал в «Рапиде». В 2008 году перешёл в «Порту» за €6 миллионов. В феврале 2010 вместе с Халком был убран из команды и вернулся в «Рапид». С приходом на тренерский мостик «Порту» Андре Виллаша-Боаша вернулся в команду.

## Карьера в сборной
В сборной Румынии дебютировал 31 мая 2008 в матче против сборной Черногории. Всего сыграл за сборную Румынии 9 матчей, голов не забивал.
| Матчи и голы Кристиана за сборную Румынии | Матчи и голы Кристиана за сборную Румынии | Матчи и голы Кристиана за сборную Румынии | Матчи и голы Кристиана за сборную Румынии | Матчи и голы Кристиана за сборную Румынии | Матчи и голы Кристиана за сборную Румынии | Матчи и голы Кристиана за сборную Румынии |
| ----------------------------------------- | ----------------------------------------- | ----------------------------------------- | ----------------------------------------- | ----------------------------------------- | ----------------------------------------- | ----------------------------------------- |
| №                                         | Дата                                      | Место                                     | Оппонент                                  | Счёт                                      | Голы                                      | Соревнование                              |
| 1                                         | 31 мая 2008                               | Бухарест, Румыния                         | Черногория                                | 4:0                                       | —                                         | Товарищеский матч                         |
| 2                                         | 20 августа 2008                           | Констанца, Румыния                        | Латвия                                    | 1:0                                       | —                                         | Товарищеский матч                         |
| 3                                         | 6 сентября 2008                           | Клуж-Напока, Румыния                      | Литва                                     | 0:3                                       | —                                         | Отборочный матч ЧМ 2010                   |
| 4                                         | 6 июня 2009                               | Мариямполе, Литва                         | Литва                                     | 1:0                                       | —                                         | Отборочный матч ЧМ 2010                   |
| 5                                         | 9 сентября 2009                           | Бухарест, Румыния                         | Австрия                                   | 1:1                                       | —                                         | Отборочный матч ЧМ 2010                   |
| 6                                         | 14 ноября 2009                            | Варшава, Польша                           | Польша                                    | 1:0                                       | —                                         | Товарищеский матч                         |
| 7                                         | 9 октября 2010                            | Париж, Франция                            | Франция                                   | 0:2                                       | —                                         | Отборочный матч ЧЕ 2012                   |
| 8                                         | 29 марта 2011                             | Пьятра-Нямц, Румыния                      | Люксембург                                | 3:1                                       | —                                         | Отборочный матч ЧЕ 2012                   |
| 9                                         | 3 июня 2011                               | Бухарест, Румыния                         | Босния и Герцеговина                      | 3:0                                       | —                                         | Отборочный матч ЧЕ 2012                   |
| 10                                        | 17 ноября 2015                            | Болонья, Италия                           | Италия                                    | 2:2                                       | —                                         | Товарищеский матч                         |
| 11                                        | 27 марта 2016                             | Клуж-Напока, Румыния                      | Испания                                   | 0:0                                       | —                                         | Товарищеский матч                         |
| 12                                        | 25 мая 2016                               | Комо, Италия                              | ДР Конго                                  | 1:1                                       | —                                         | Товарищеский матч                         |
| 13                                        | 3 июня 2016                               | Бухарест, Румыния                         | Грузия                                    | 5:1                                       | —                                         | Товарищеский матч                         |
| 14                                        | 10 июня 2016                              | Париж, Франция                            | Франция                                   | 1:2                                       | —                                         | Чемпионат Европы 2016                     |

Итого: 14 матчей / 0 голов; 7 побед, 4 ничьи, 3 поражения.

## Достижения
Рапид
- Обладатель Кубка Румынии: 2006/07
- Обладатель Суперкубка Румынии: 2007

Порту
- Чемпион Португалии: 2008/09, 2010/11, 2011/12
- Обладатель Кубка Португалии: 2008/09, 2009/10, 2010/11
- Обладатель Суперкубка Португалии: 2009, 2010, 2011
- Победитель Лиги Европы: 2010/11